# Giuseppe della Porta Rodiani
Giuseppe della Porta Rodiani (ur. 5 września 1773 w Rzymie, zm. 18 grudnia 1841 tamże) – włoski kardynał.

## Życiorys
Urodził się 5 września 1773 roku w Rzymie. 24 września 1796 roku przyjął święcenia kapłańskie. Następnie wstąpił do Kurii Rzymskiej i został kanonikiem bazyliki watykańskiej, relatorem Świętej Konsulty, prałatem Jego Świątobliwości i wiceregentem Rzymu. 19 kwietnia 1822 roku został wybrany tytularnym arcybiskupem Damaszku, a dwa dni później przyjął sakrę. Rok później został łacińskim patriarchą Konstantynopola i prowikariuszem Rzymu. 23 czerwca 1834 roku został kreowany kardynałem in pectore. Jego nominacja na kardynała prezbitera została ogłoszona na konsystorzu 6 kwietnia 1835 roku, a następnie nadano mu kościół tytularny S. Susanna. W 1838 roku został prefektem Kongregacji ds. Rezydencji Biskupów. Zmarł 18 grudnia 1841 roku w Rzymie.